# Bishakha Datta
Bishakha Datta est une cinéaste, activiste et ancienne journaliste indienne. Elle est cofondatrice et directrice exécutive de Point of view Mumbai, basée à Bombay, une organisation à but non lucratif œuvrant dans les domaines du genre, de la sexualité et des droits des femmes. Elle siège également au conseil d'administration d'organisations à but non lucratif, notamment à la Wikimedia Foundation (2010-2014) où elle a été la première Indienne à siéger au conseil d'administration.

## Biographie
Diplômée en économie de l'université Saint-Xavier de Bombay en 1985, elle obtient deux ans plus tard un master en communication à l'université de Stanford. Elle a été consultante pour de nombreuses associations et ONG locales et internationales vouées à la lutte pour l'égalité des genres, contre les violences sexuelles et de prévention du sida. Elle a ainsi contribué au programme environnemental de l'ONU mais aussi au sein de l'institut indien de recherche sur la santé (en). Elle siège actuellement au sein du centre de recherche pour les femmes en Asie-Pacifique (ARROW).  

## Livres et documentaires
En 1998, Bishakha Datta a publié un ouvrage intitulé And Who Will Make the Chapatis? (en) (Et qui fera les chapatis? en français). Elle y traite des Gram panchayats, des gouvernements locaux formés au Maharashtra, en Inde, administrés et gérés exclusivement par des femmes ,. Des femmes, membres de ces Panchayats, y sont interrogées sur leur rôle, et les conséquences de cette féminisation de la vie politique. Aujourd'hui, ce livre est régulièrement cité comme une référence dans la compréhension de la participation des femmes à la vie politique rurale.
Autre œuvre majeure de Bishakha Datta: un documentaire paru en 2003, In the Flesh: three lives in prostitution (en),. Destiné au grand public, le documentaire aborde la vie de trois travailleuses du sexe, des rues de Bombay aux bordels de Calcutta. On y suit la vie quotidienne de ces trois protagonistes: on découvre leurs relations avec leurs clients, leur vie sociale mais aussi les violences auxquelles elles sont confrontées.